# Entre amis et voisins
Pour les articles homonymes, voir Entre amis (homonymie).
Pour plus de détails, voir Fiche technique et Distribution.
Entre amis et voisins (Your Friends & Neighbors) est un film américain de Neil LaBute, sorti en 1998.

## Fiche technique
- Titre : Entre amis et voisins
- Titre original : Your Friends & Neighbors
- Réalisation : Neil LaBute
- Scénario : Neil LaBute
- Directrice de la photographie : Nancy Schreiber
- Production : Steve Golin et Jason Patric
- Production exécutive : Alix Madigan et Stephen Pevner
- Musique : Metallica (chansons : Enter Sandman et Wherever I May Roam)
- Montage : Joel Plotch
- Pays de production :  États-Unis
- Format : Couleur (Deluxe) - Son : Dolby Digital - 2.35 : 1 - 35 mm - Super 35
- Genre : Comédie dramatique
- Durée : 100 minutes
- Budget : 5 000 000 $ US
- Dates de sortie :
  - États-Unis : 19 août 1998 (New York)
  - États-Unis : 21 août 1998
  - France : 4 août 1999
- Classification :
  - France : tous publics[2]
  - Royaume-Uni : interdit aux moins de 18 ans[3]

## Distribution
- Amy Brenneman (VF : Micky Sébastian) : Mary
- Aaron Eckhart (VF : Guillaume Orsat) : Barry
- Catherine Keener (VF : Déborah Perret) : Terri
- Nastassja Kinski (VF : Virginie Méry) : Cheri
- Jason Patric : Cary
- Ben Stiller (VF : Emmanuel Curtil) : Jerry